# Josip Bozanić
Josip Bozanić (nascut el 20 de març de 1949) és un Cardenal de l'Església Catòlica croata. És el vuitè i actual arquebisbe de Zagreb, havent servit prèviament com a bisbe de Krk entre 1989 i 1997. Va ser creat cardenal el 2003.

## Biografia
Josip Bozanić va néixer a Rijeka, Iugoslàvia (actualment Croàcia), fill d'Ivan Bozanić i Dinka Valković. Estudià al seminari menor de Pazin i a les facultats de teologia de Rijeka i Zagreb, on obtingué un Master en Teologia. Va ser ordenat al presbiterat el 29 de juny de 1975 per Karmelo Zazinović, a qui Bozanić serví com a secretari privat fins al 1976.
Va fer de capellà de parròquia durant 3 anys abans de prosseguir els seus estudis a Roma entre 1979 i 1985. Va obtenir una llicenciatura en teologia dogmàtica de la Universitat Pontifícia Gregoriana i en Dret Canònic per la Universitat Pontifícia Laterana.
En tornar a Iugoslàvia, serví com a Canceller (1986-87) i com a vicari general (1987-89) de la diòcesi de Krk. També ensenya teologia dogmàtica i dret canònic a l'Institut de Teologia de Rijeka entre 1988 i 1997.
El 10 de maig de 1989, Bozanic va ser nomenat bisbe coadjutor de Krk pel Papa Joan Pau II. Rebé la consagració episcopal el 25 de juny següent del cardenal Franjo Kuharić, amb l'arquebisbe Josip Pavlišić i el bisbe Zazinović servint com a co-consagradors a la Catedral de l'Assumpció. Posteriorment rellevaria com a bisbe de Krk, en retirar-se aquell el 14 de novembre de 1989.
Serví breument com a Administrador Apostòlic de l'arxidiocesi de Rijeka-Senj entre juny i novembre de 1996, sent nomenat vuitè arquebisbe de Zagreb el 5 de juliol de 1997. També ha estat President de la Conferència Episcopal Croata entre 1997 i 2007, i Vicepresident de la Conferència Europea de Bisbes entre 2001 i 2006.
El Papa Joan Pau II el creà cardenal al consistori del 21 d'octubre de 2003, amb el títol de cardenal prevere de  San Girolamo dei Croati. Bozanić va ser un dels cardenals electors que participaren en el conclave de 2005 que elegí a Benet XVI.
Dins de la Cúria Romana, Bonzanić és membre de la Congregació pel Culte Diví i la Disciplina dels Sagraments, de la Congregació per a l'Educació Catòlica (renovat l'11 de desembre de 2010), del Consell pontifici per als Laics i del Consell Especial per Europa del Secretariat General del Sínode de Bisbes. El 5 de gener de 2011 va ser nomenat entre els primers membres del recentment creat Consell pontifici per a la Promoció de la Nova Evangelització
El 29 de desembre de 2011 va ser nomenat membre del Consell pontifici per a les Comunicacions Socials per a un termini de 5 anys renovables.
El 18 de setembre del 2012 el cardenal va ser nomenat pel Papa Benet XVI com un dels Pares Sinodals nomenats pel Papa per la 13a Assemblea General Ordinària del Sínode de Bisbes sobre la Nova Evangelització.